# استوک‌ول
استوک‌ول (به انگلیسی: Stockwell) یک شهرک و ناحیه در بریتانیا است که در منطقه لمبت لندن ، در 2.4 مایلی (3.9 کیلومتری) جنوب چرینگ کراس واقع شده است. بترسی،بریکستون ، کلاپام ، لمبت شمالی، اوال و کنینگتون مرزهای استوک‌ول هستند.

## تاریخچه
از قرن سیزدهم تا آغاز قرن نوزدهم ، استوک‌ول یک روستایی بود که در حاشیه لندن قرار داشت که شامل باغ های بازار و باغ گیاه شناسی جان تردسکانت ، در بزرگداشت جاده تردسکانت ، که در سال 1880 بر روی آن ساخته شد ، و در یادبودی در بیرون کلیسای سنت استفان برگزار شد. در قرن نوزدهم ، آن را به عنوان یک حومه طبقه متوسط ظریف توسعه داد. یکی از ساکنان آن ، هنرمند معروف ، آرتور راکهام  بود که در سال 1867 در جاده جاده لامبز جنوبی متولد شد و در زمان 15 سالگی با خانواده اش به میدان آلبرت حرکت کرد. یکی دیگر از چهره های مشهور فرهنگی که در اکتبر 1914 دراستوک‌ول متولد شد ، کارگردان تئاتر جوآن لیتل‌وود بود که از او به عنوان مادر تئاتر مدرن یاد شده است. ثروت های اجتماعی و معماری آن در قرن بیستم متفاوت تر بود. این منطقه بلافاصله در اطراف ایستگاه لوله استوک‌ول پس از جنگ جهانی دوم بازسازی شد و ایستگاه لوله اصلی گنبدی ابتدا در دهه 1920 و سپس دوباره با افتتاح خط ویکتوریا در سال 1971 جایگزین شد. این منطقه همچنین دارای مسکن عمومی زیادی است. املاک اصلی این روستا شامل از باغ لنسداون گرین ، پارک استوک‌ول ، استودلی، سورجن، مارسل و باغ های استوک‌ول  می باشند. با این وجود ، بسیاری از بقایای شکوه قرن نوزدهم منطقه را می توان در خیابان های کنار و پشت استوک‌ول ، به ویژه در منطقه حفاظت از پارک استوک‌ول ، یافت  که عمدتا بین سالهای 1825 و 1840 ساخته شده و مرکز آن در خیابان استوک‌ول پارک رود ،  هلال احمر استوک‌ول ،  باغ های دیورند ، و میدان آلبرت می باشد. تنها بنای قرن بیستم با توجه به معماری قابل توجه در منطقه ، گاراژ اتوبول استوک‌ول است. قبل از ایجاد شهر لندن در سال 1889 ، استوک‌ول بخشی از سوری بود. در سال 1986 ، کنت ارسکین ، یک قاتل سریالی به نام خفه کن استوک‌ول ، هفت قربانی مسن را به قتل رساند که سه نفر از آنها از استوک‌ول بودند.